# Morten Slundt
Morten Slundt (født 26. maj 1984 i Tårnby) er en dansk tidligere håndboldspiller, der spillede højre back. Han spillede i Aalborg Håndbold, Nordsjælland Håndbold, HC Midtjylland og HØJ Elite i Danmark, samt de to tyske klubber Eintracht Hildesheim og HBW Ballingen. Han indsillede karrieren efter 2022-23 sæsonen.